# فهرست مساجد ارمنستان

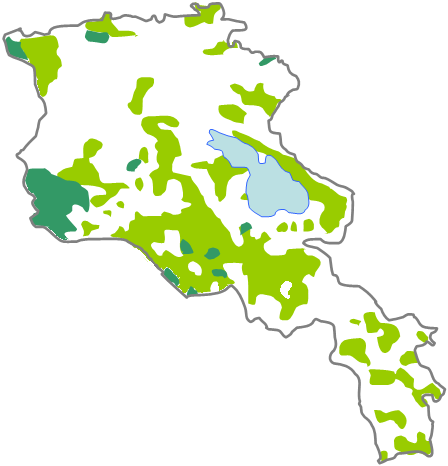
پراکنش مسلمانان در قلمرو ارمنستان ۱۸۸۶–۱۸۹۰. سبز روشن - شیعه سبز تیره - سنی

امروزه تنها مسجد فعال ارمنستان مسجد کبود ایروان است. مسجد دیگرِ برجا ولی نیازمند مرمت در ایروان، مسجد نورزال مربوط به سال ۱۸۸۹ در زمان حکومت روسیه است که در محلهٔ کوند قرار دارد.
فهرستی از مساجد ارمنستان از قرن نوزدهم به قرار زیر است:
- مسجد کبود ایروان
- مسجد عباس میرزا
- مسجد محمدخان
- مسجد رجب پاشا
- مسجد زالی خان
- مسجد نوروزعلی‌بیگ
- مسجد سرتیپ خان
- مسجد حاجی امام وردی
- مسجد حاجی جعفر بیگ
- مسجد نورزال
- مسجد خدابنده

## تاریخچه

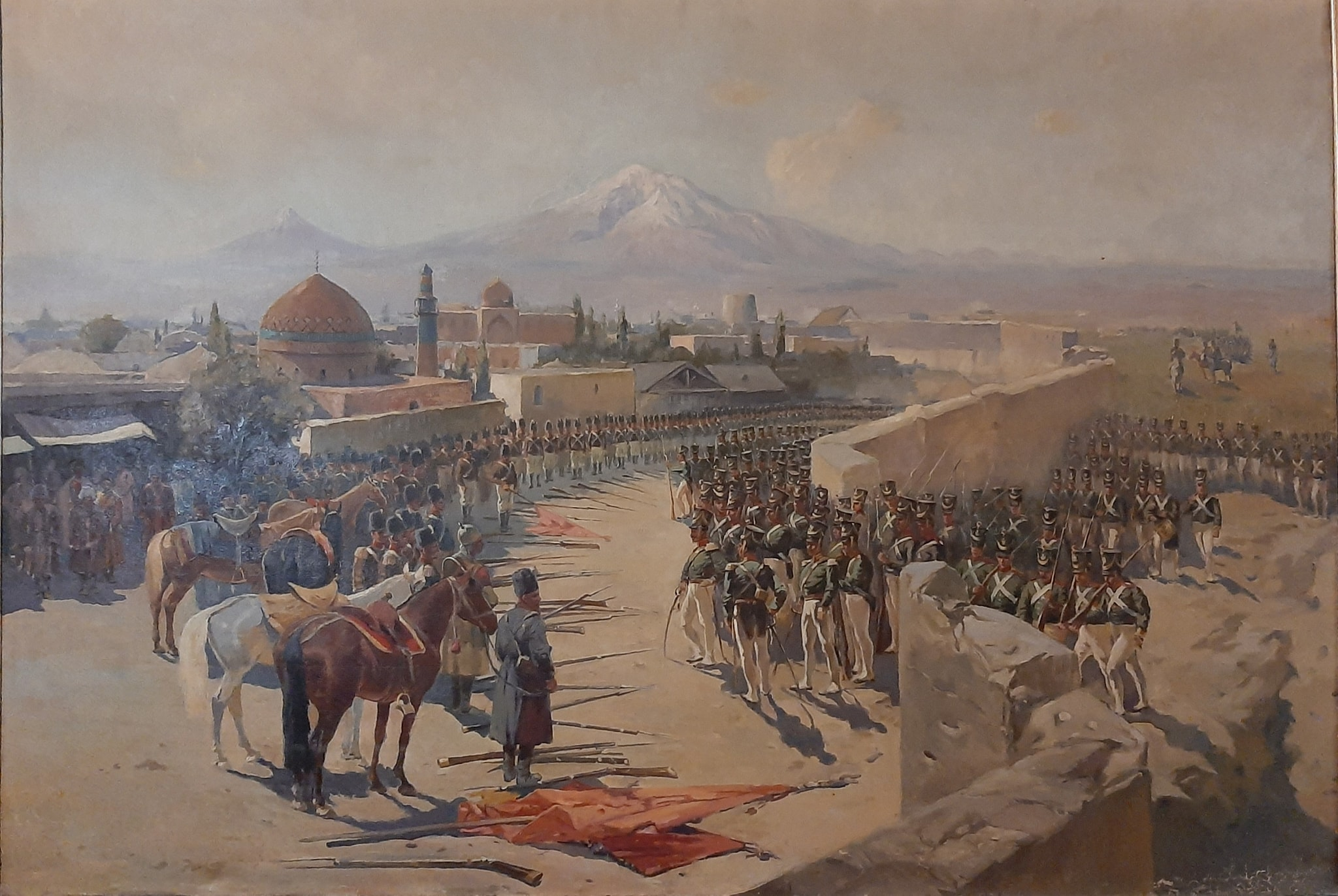
تسلیم قلعه ایروان به نیروهای روس در ۱ اکتبر ۱۸۲۷ - نقاشی از فرانس روبو.

براساس تقویم قفقازی ۱۸۷۰، گزارشی آماری توسط نایب السلطنه روس در قفقاز منتشر شده، در فرمانداری ایروان -که شامل اکثر مناطق ارمنستان امروزی است- در مجموع ۲۶۹ مسجد شیعه وجود داشته‌است. دانشنامه افرون و بروک‌هاوس در قرن بیستم، جمعیت ایروان را بیش از ۲۹٬۰۰۰ اعلام کرده بود از این تعداد ۴۹٪ تاتارها و آذربایجانی‌ها، ۴۸٪ ارامنه و ۲٪ روس‌ها بودند.
پس از انقلاب ۱۹۱۷ روسیه، بسیاری از مکان‌های مذهبی ایروان در نتیجه سیاست‌های مدرنیزاسیون ضد دینی دولت شوروی تخریب شدند.
مسجد کبود که تاریخ ساخت آن به دورهٔ ایرانی در ‎۱۷۶۷–۱۷۶۸ بازمی‌گردد، از زمان ساخت تا قبل از اخراج آذری‌ها از ارمنستان در اختیار و اداره مسلمان شیعه آذری ارمنستان بود. این مسجد در ‎۱۳۷۵–۱۳۷۹ از سوی بنیاد مستضعفان و توسط معماران ایرانی بازسازی شد.

## نگارخانه

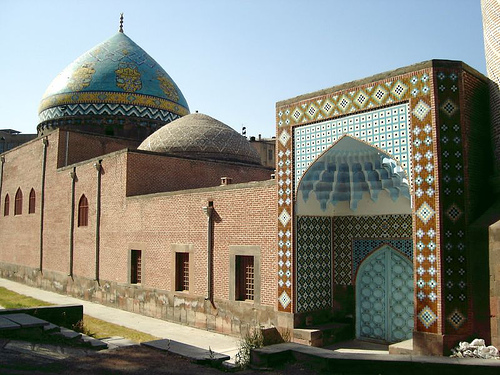
مسجد کبود ایروان
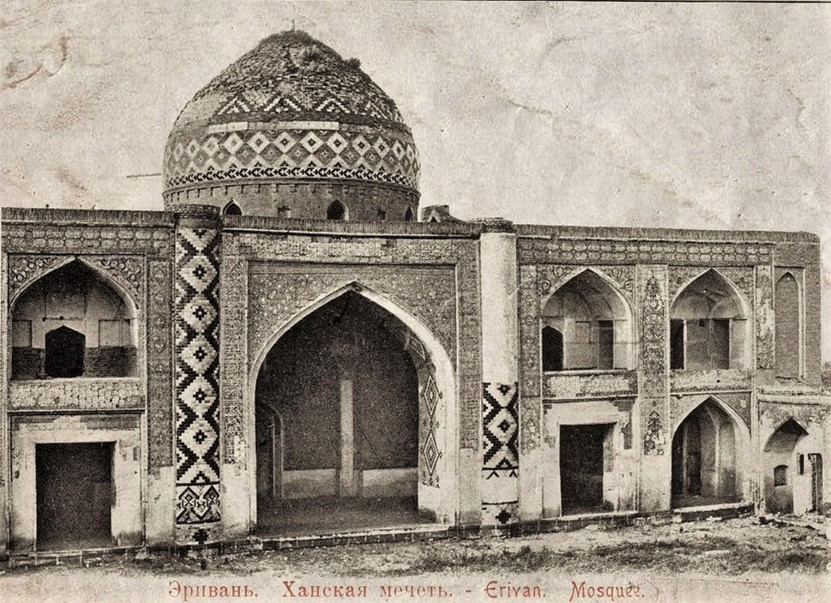
مسجد ویران‌شده عباس میرزا
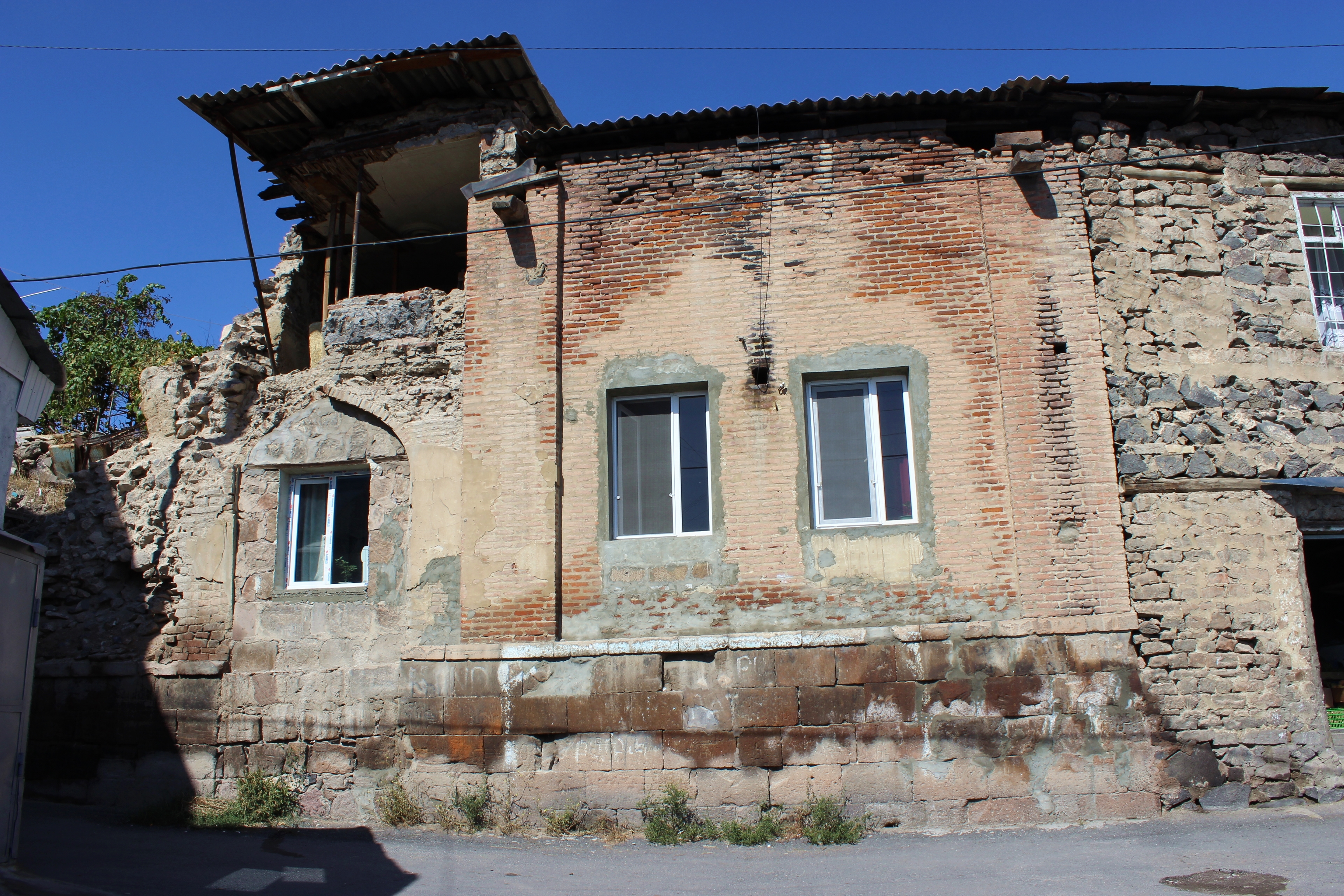
مسجد نورزال یا تپه‌باشی در محلهٔ کوند ایروان
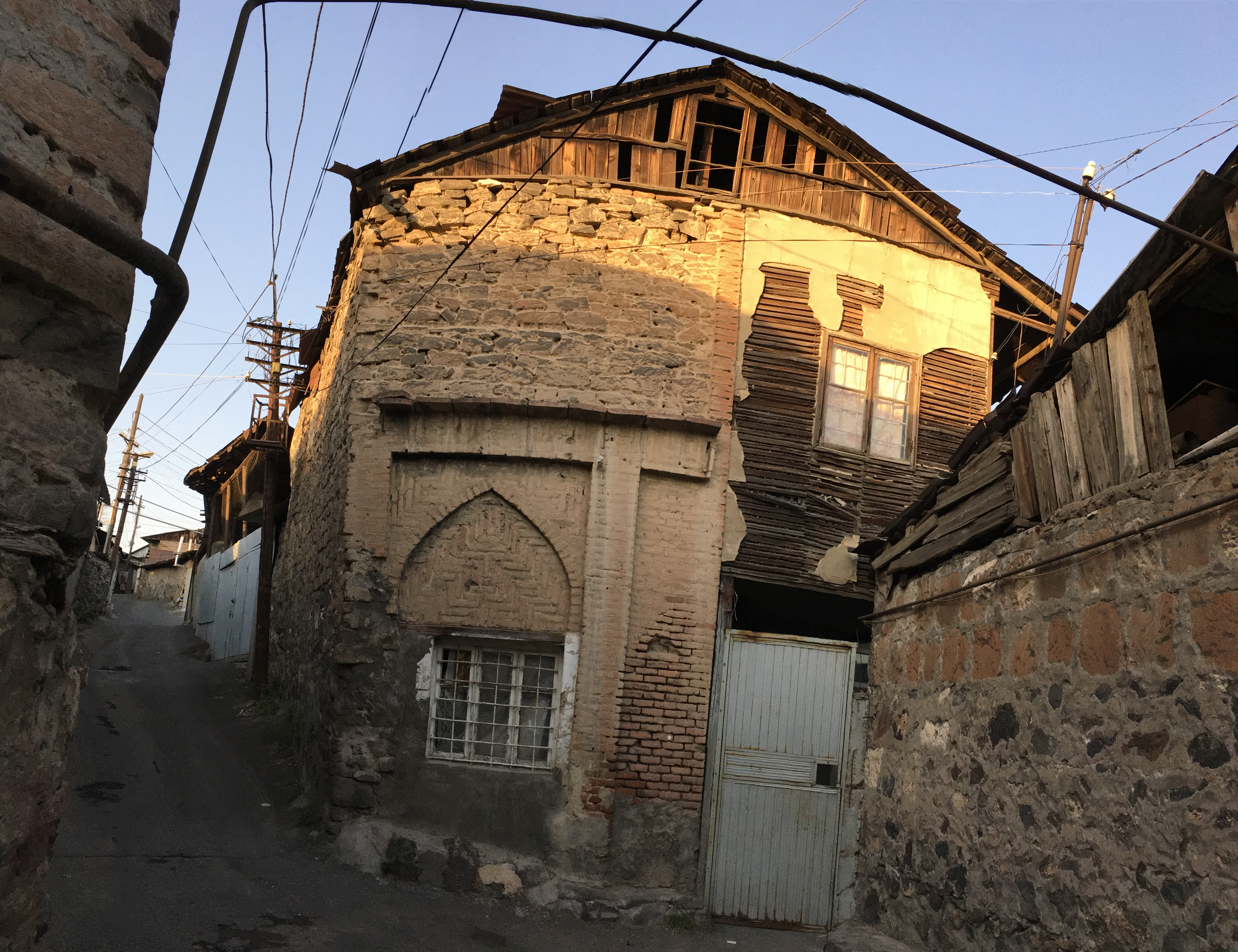
حمامِ مجموعهٔ تپه‌باشی در محلهٔ کوند ایروان
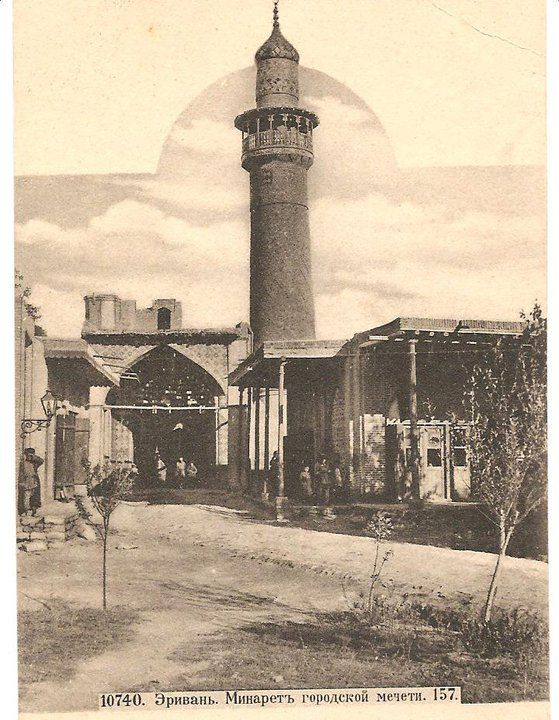
مناره‌های مسجدی در ایروان
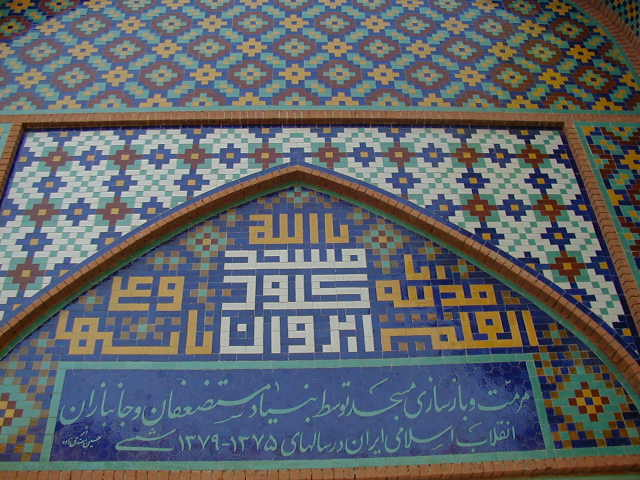
کتیبهٔ سردر مسجد کبود ایروان